# Unter Verdacht: Ein neues Leben
Ein neues Leben ist ein deutscher Fernsehfilm von Isabel Kleefeld aus dem Jahr 2006. Es handelt sich um die achte Episode der ZDF-Kriminalfilmreihe Unter Verdacht mit Senta Berger als Dr. Eva Maria Prohacek in der Hauptrolle.

## Handlung
Kriminalrätin Dr. Eva Maria Prohacek hat in Herrn Stewens eine neue Liebe gefunden. Doch als sie in dessen Wohnung eine männliche Leiche findet, wird Prohacek des Mordes beschuldigt. Ihr Vorgesetzter Dr. Claus Reiter befindet und ihr Assistent André Langner nehmen sie ins Verhör. Zuvor war sie in den Urlaub gegangen, wo sie von einem jungen Mann mit einem Verschwörungsschreiben bedrängt wird. Die Kriminalrätin war zwar verunsichert von dem Überfall, ignorierte aber den Vorfall und fuhr zur Erholung in die Berge. Von dort aus ruft sie Langner an, um ihr zu erzählen, ihre Wohnung sei verwüstet. Prohacek nimmt an, dass es der Mann gewesen sein muss, der sie auch bedrängt hatte. Doch zu Hause angekommen, findet sie diesen tot am Boden.

## Hintergrund
Der Film wurde vom 2. Mai 2006 bis zum 6. Juni 2006 in München und Umgebung gedreht. Die Folge wurde am 30. Dezember 2006 um 20:15 Uhr im ZDF erstausgestrahlt.

## Kritik
Die Kritiker der Fernsehzeitschrift TV Spielfilm vergaben dem Film die bestmögliche Wertung, sie zeigten mit dem Daumen nach oben. Sie fanden, „wie hier krumme Deals mit dem Trauma der Kommissarin verquickt werden, ist große Thrillerkunst“, und konstatierten: „Spitzenkrimi: klug und aufwühlend!“.